# 聚氯乙烯發泡板

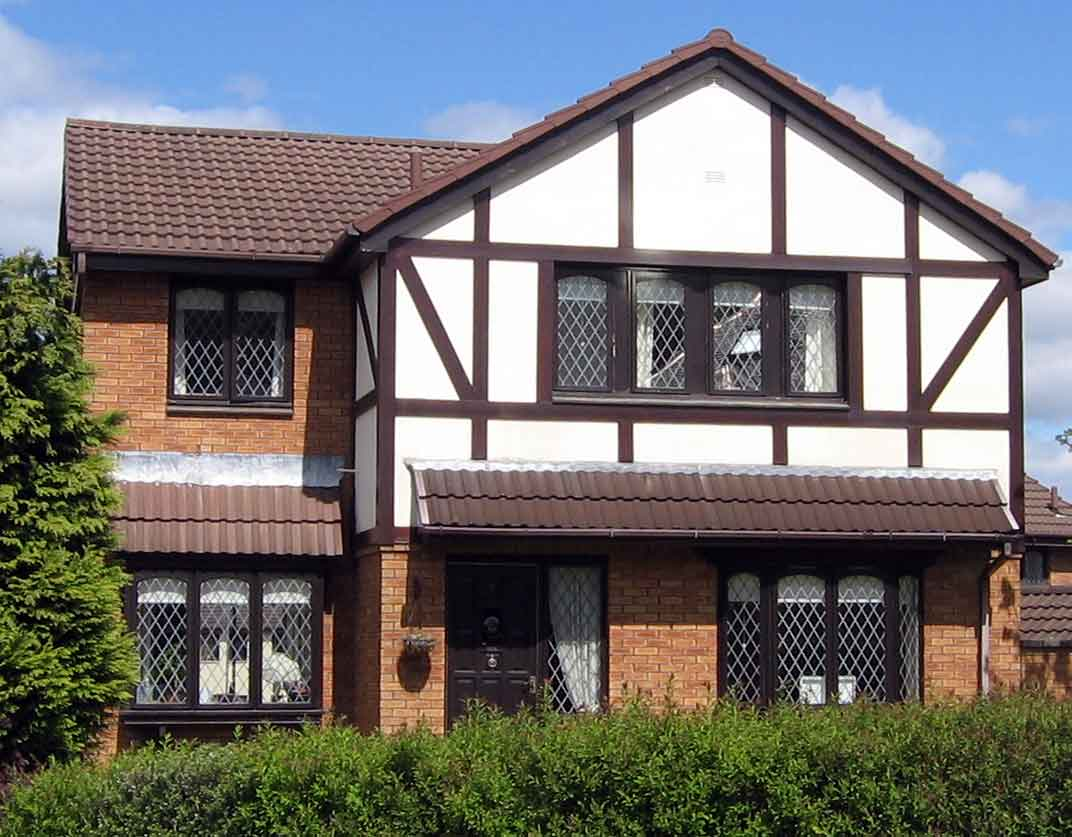
使用PVC發泡板作建材的房子

聚氯乙烯發泡板（英文：PolyVinyl chloride foam board），簡稱PVC發泡板，是一種防火材料。主要用為室內輕隔間材、視聽空間隔音材、防火材、冷凍空調工程包裝材、屋頂隔熱材（代替PU材）及傢俱OA內材。具有防潮、耐候、耐衝擊、隔熱、耐酸鹼腐蝕、耐燃性等特性。